# Mario Tedeschi
Mario Tedeschi (Roma, 9 settembre 1924 – Roma, 8 novembre 1993) è stato un giornalista e politico italiano.
Attivo sin da giovanissimo nel giornalismo politico di area fascista, prese parte alla Repubblica Sociale Italiana come membro della Xª Flottiglia MAS di Junio Valerio Borghese. Nel dopoguerra fu protagonista dei primi movimenti neofascisti romani, partecipando anche ad azioni eclatanti insieme ai Fasci di Azione Rivoluzionaria. 
Dagli anni Cinquanta legò il proprio nome al settimanale Il Borghese, di cui fu direttore per oltre trent’anni succedendo a Leo Longanesi, trasformandolo in uno dei principali organi di stampa della destra conservatrice e anticomunista italiana. Guidò il periodico nel periodo del maggior successo editoriale.
Entrato nel Movimento Sociale Italiano nel 1971, fu senatore dal 1972 al 1979, sostenendo la linea moderata e riformista del partito. Dopo aver aderito alla breve esperienza di Democrazia Nazionale, rimase figura di riferimento per l’area della destra parlamentare. Morì improvvisamente nel 1993, poco prima delle elezioni amministrative romane, in cui era stato chiamato a collaborare da Gianfranco Fini.
Secondo le sentenze di primo grado e d'appello della Corte d'Assise di Bologna, Tedeschi fu uno dei mandanti, organizzatori e finanziatori della strage di Bologna, insieme a Licio Gelli, Federico Umberto D'Amato e Umberto Ortolani. Tedeschi, in particolare, avrebbe ricevuto tangenti da Gelli per pubblicare a più riprese sulla sua rivista, Il Borghese, notizie false allo scopo di depistare le indagini sulla strage.

## Biografia
Cominciò la sua esperienza nel giornalismo con Roma Fascista. Aveva frequentato, senza laurearsi, il corso di laurea in chimica presso l'Università "La Sapienza" di Roma.
Dopo l'8 settembre 1943 si schierò con la Repubblica Sociale Italiana, arruolandosi a La Spezia nel Battaglione "Barbarigo" della Xª Flottiglia MAS e combatté nell'Agro Pontino a fianco degli alleati tedeschi sul fronte di Anzio contro le forze angloamericane, ricevendo la croce di guerra.
Nel 1945 fece ritorno a Roma, dove si avvicinò ai primi movimenti neofascisti attivi nella capitale, entrando a far parte del cosiddetto “Senato”, ovvero l’organismo dirigente che riuniva i vertici delle embrionali organizzazioni neofasciste del dopoguerra. In questo contesto aderì ai Fasci di Azione Rivoluzionaria (FAR), prendendo parte a diverse azioni eclatanti, tra cui la trasmissione dell’inno Giovinezza da un ripetitore della RAI di Roma. Il 31 ottobre 1946 partecipò, insieme all’organizzazione sionista Irgun Zwai Leumi, all'attentato contro l’ambasciata britannica a Roma, nel quadro delle tensioni legate alla questione palestinese. Nello stesso periodo intrattenne rapporti con l'agente segreto statunitense James Angleton, esponente dell'Office of Strategic Services (OSS) in Italia, interessato alla formazione di un fronte nazionale e anticomunista che coinvolgesse anche ex esponenti del fascismo.
Nel frattempo iniziò a collaborare con varie testate giornalistiche e divenne redattore del quotidiano Il Tempo. Dal 1º giugno 1950 iniziò a collaborare al Borghese, periodico fondato da Leo Longanesi nello stesso anno. Nel 1954 fu nominato direttore dell'ufficio romano del settimanale. In quegli anni Tedeschi pubblicò anche un paio di libri di denuncia del malcostume politico e amministrativo: Il petrolio sporco (Milano, 1955) e Roma democristiana (Milano, 1956). Alla morte di Longanesi, avvenuta nel settembre 1957, Tedeschi rilevò la proprietà del settimanale e ne assunse la direzione.
Attraverso le inchieste de Il Borghese, Tedeschi fu il primo a denunciare la corruzione del mondo politico e ad accusare il Partito Comunista Italiano di ricevere sovvenzioni dall'Unione Sovietica. Dal 1954 Tedeschi utilizzò come fonte sulla corruzione del PCI le riviste del giornalista Luigi Cavallo (ex infiltrato nel Partito Comunista, poi espulso quando venne scoperto), che collaborò a Il Borghese anche con alcuni articoli, sia firmati con il proprio nome sia con pseudonimi.
Nei primi anni sessanta fondò i Gruppi di Azione Nazionale di ispirazione neofascista e vicini ad Avanguardia Nazionale. Nel 1966 partecipò all'operazione manifesti cinesi, una campagna di disinformazione contro il Partito Comunista Italiano per conto di Federico Umberto D'Amato, capo dell'Ufficio Affari Riservati (UAR) del Ministero dell'interno, facendo stampare dei manifesti inneggianti all'Unione Sovietica di Stalin. I manifesti erano a firma di fantomatici gruppi comunisti italiani stalinisti. Furono scritti dal giornalista Giuseppe Bonanni, de Il Borghese. Tedeschi diede l'incarico della loro diffusione ai militanti di Avanguardia Nazionale di Stefano Delle Chiaie.
Dopo la strage di Piazza Fontana sostenne con forza l'innocenza di Franco Freda e Giovanni Ventura, accreditando la cosiddetta pista anarchica e accusando il gruppo di Pietro Valpreda. Pubblicò anche un libro in proposito, La strage contro lo Stato (1973).
Nel 1972, aderì al Movimento Sociale Italiano - Destra Nazionale (MSI-DN), venendo così eletto senatore della Repubblica nel 1972 e nel 1976. L'anno successivo fu tra i fondatori di Democrazia Nazionale (CD-DN), partito nato dalla scissione dell'ala più moderata dell'MSI.
Il suo nome figura nella lista degli appartenenti alla loggia massonica P2 di Licio Gelli.
Morì l'8 novembre 1993, mentre era ancora direttore de Il Borghese.
Nel 2022 la Corte d'assise di Bologna lo ha indicato come uno dei quattro mandanti, organizzatori o finanziatori della strage alla stazione di Bologna insieme a Licio Gelli, Umberto Ortolani e Federico Umberto D'Amato.

## Intitolazioni
Il 30 marzo 2000 è nata l'«Associazione culturale "Mario Tedeschi"» con lo scopo di portare sul world wide web la collezione de «Il Borghese», dal 1950 al 1993.

## Opere
- Le prospettive dell'emigrazione italiana (Roma, 1946);
- Fascisti dopo Mussolini (Roma, L'Arnia, 1950);
- Il petrolio sporco (Milano, 1955);
- Roma democristiana (Milano, 1956);
- Guardatevi in faccia. Fotografie senza censura dell'Italia democratica. Coautrice: Gianna Preda. Milano, Edizioni del Borghese, 1958
- Abc della Repubblica. Tutto ciò che l'italiano perbene deve sapere e non deve fare. Coautrice: Gianna Preda. Milano, Edizioni del Borghese, 1959
- I pericoli del Concilio, Milano, Edizioni del Borghese, 1962;
- Dizionario del malcostume, Milano, Edizioni del Borghese, 1962. Fu seguito da: Il nuovissimo dizionario del malcostume, Milano, Edizioni del Borghese, 1965
- La guerra dei cent'anni. Roma 1870-1970, Milano, Edizioni del Borghese, 1970.
- Destra nazionale. Sintesi di una politica nuova, Milano, Edizioni del Borghese, 1972.
- La strage contro lo Stato (Milano, 1973).
- Fascisti dopo Mussolini. Le organizzazioni clandestine neofasciste, 1945-1947 (a cura di Gianfranco de Turris; introduzione di Fausto Gianfranceschi), Roma, Settimo Sigillo, (1996?)